# Bailliage de Metz
Le bailliage de Metz est une ancienne entité administrative des Trois-Évêchés, ayant existé de 1634 à 1790.

## Géographie
Après 1750, cette entité territoriale était délimitée à l’ouest par le bailliage de Briey, au nord par le bailliage de Thionville, à l’est par le bailliage de Boulay et au sud-ouest par celui de Pont-à-Mousson.

## Histoire
Le bailliage de Metz est créé par un édit du mois d’août 1634. Cet édit fait suite à celui du mois de janvier 1633 qui crée le parlement de Metz. Il supprime la juridiction du maître-échevin, du conseil des Vingt-Cinq et des Treize de Metz. Il crée quatre autres bailliages à Toul, Verdun, Vic (auj. Vic-sur-Seille) et Mouzon et huit prévôtés à Clermont (auj. Clermont-en-Argonne), Gorze, Nomeny, Château-Renaud, Stenay, Varennes (auj. Varennes-en-Argonne), Montzéville et Vienne-le-Châtel. L’entrée en vigueur de l’édit du mois d’août 1634 est différée : il n’est envoyé au parlement de Metz qu’à la fin de l’année 1640 et la cour souveraine ne l’enregistre que le 21 février 1641.
Le ressort du bailliage de Metz ne couvre initialement que l’ancienne République messine, à savoir : la ville de Metz, sa banlieue — le Ban des Treize — et ses dépendances. Il s’accroît successivement de territoires cédés à la France : la Terre de Gorze et seize villages lorrains, cédés en vertu du traité de Vincennes du 28 février 1661 ; puis le Ban de la Rotte et le Ban Saint-Pierre, cédés en vertu du traité de Paris du 21 janvier 1718.
Le bailliage de Metz était considéré comme district particulier de la province des Trois-Évêchés et du département de Metz. Il était divisé en dix districts qui contenaient ensemble 315 paroisses ou communautés en 1766.
La ville de Metz, une grande partie des villages du pays messin, ainsi que la terre de Gorze étaient régis par la coutume de Metz, rédigée en 1611.
Le bailliage était composé : d’un bailli, d’un lieutenant-général, d’un lieutenant-général honoraire, d’un lieutenant-général d’épée, d’un lieutenant-général de police, d’un lieutenant-criminel, d’un lieutenant particulier et d’un assesseur civil et criminel.
Les audiences du bailliage se tenaient le mercredi et le vendredi à huit heures.

## Divisions
Divisions en 1766 :
| Districts                                    | Communautés | Feux |
| -------------------------------------------- | ----------- | ---- |
| Le Val de Metz                               | 52          | 7191 |
| L’Isle                                       | 36          | 975  |
| Le Saulnoy                                   | 154         | 3389 |
| Ban Saint-Pierre (Franc-Aleus)               | 4           | 37   |
| Ban de la Rotte                              | 3           | 89   |
| Ban de Bazaille                              | 3           | 130  |
| Autres villages régis par la coutume de Metz | 19          | 687  |
| Terre de Gorze                               | 27          | 1238 |
| Village cédé en 1611                         | 1           | 108  |
| Villages cédés en 1661 sous le nom de Route  | 16          | 475  |

## Dénombrement des communautés
Dénombrement des communautés qui composaient le bailliage de Metz en 1766. Les graphies des localités ne sont pas modernisées.

### District du Val de Metz
| Communautés                      | Feux |
| -------------------------------- | ---- |
| Agondange                        | 31   |
| Amanvillé                        | 40   |
| Amelange                         | 1    |
| Baigneux                         | 6    |
| Ban-St.-Martin (le)              | 17   |
| Brieux                           | 1    |
| Cense-au-Chêne                   | 1    |
| Cense-de-la-Croix                | 1    |
| Cense de la Folie                | 1    |
| Champenoy                        | 5    |
| Chanterenne                      | 7    |
| Châtel-Saint-Germain             | 74   |
| Chazelle                         | 36   |
| Flavigny                         | 16   |
| Flanclonchamps                   | 1    |
| Grande-Turie                     | 8    |
| Grange d’Envie                   | 5    |
| Gravelotte                       | 39   |
| Habitants-de-Chambieres (les)    | 15   |
| Habitants-devant-les-Ponts (les) | 40   |
| Hauconcourt                      | 47   |
| Hauterive                        | 1    |
| Jussy                            | 60   |
| Ladonchamps                      | 8    |
| Lessy                            | 49   |
| Longeau                          | 12   |
| Longeville-les-Metz              | 91   |
| Lorry-devant-Metz                | 115  |
| Maixieres                        | 56   |
| Maxe-la-Grande                   | 21   |
| Maxe-la-Petite                   | 5    |
| Metz (ville)                     | 5827 |
| Montigny-la-Grange               | 4    |
| Moulins                          | 62   |
| Petite-Turie                     | 2    |
| Plappeville                      | 71   |
| Rozerieulles                     | 92   |
| Scy                              | 109  |
| Semécourt et Fercomoulin         | 56   |
| St. Baudier                      | 16   |
| St. Eloy et la Petite-Tappe      | 1    |
| Ste. Agathe                      | 2    |
| Ste. Ruffine                     | 50   |
| Tappe-la-Grande                  | 3    |
| Tignomont                        | 15   |
| Vaux                             | 89   |
| Vernéville                       | 63   |
| Vigneulle                        | 13   |
| Villers-sur-Genivaux             | 3    |
| Woipy                            | 93   |

### District de l'Isle
| Communautés                | Feux |
| -------------------------- | ---- |
| Augny                      | 90   |
| Blory                      | 1    |
| Bouxieres[Lequel ?]        | 80   |
| Bradin                     | 1    |
| Burge                      | 1    |
| Cense de Noirville         | 1    |
| Châtel-St.-Blaise          | 14   |
| Coin                       | 49   |
| Coin-sur-Seille            | 23   |
| Cuvry                      | 35   |
| Fey                        | 51   |
| Fristot                    | 1    |
| Grange-le-Mercier          | 2    |
| Grange-aux-Ormes           | 1    |
| Horgne-au-Sablon           | 3    |
| Jouy-aux-Arches            | 137  |
| Lezérailles                | 3    |
| Loiville                   | 7    |
| Longeville-les-Cheminot    | 29   |
| Lorry-devant-le-Pont       | 91   |
| Mardigny                   | 36   |
| Marieulle                  | 48   |
| Marly                      | 75   |
| Montigny et Grange d’Agnel | 56   |
| Olry                       | 1    |
| Pournoy-la-Chetive         | 33   |
| Prayel                     | 1    |
| Sabrée                     | 1    |
| Sillegny                   | 51   |
| Sommy                      | 2    |
| St. Ladre                  | 6    |
| St. Ladre l’Hôpital        | 1    |
| St. Privat                 | 7    |
| Vezon                      | 37   |

### District du Saulnoy
| Communautés                          | Feux |
| ------------------------------------ | ---- |
| Alémont                              | 4    |
| Algy et Argancy                      | 75   |
| Antilly et Buys                      | 24   |
| Ars-la-Quennexy                      | 13   |
| Avancy                               | 14   |
| Aube                                 | 36   |
| Aubecourt                            | 15   |
| Augny-sous-Grimont                   | 90   |
| Avigy                                | 3    |
| Auvaliere ou Haut-Valiere            | 1    |
| Ay et Mancourt                       | 34   |
| Besey                                | 17   |
| Berlize                              | 13   |
| Bévoye (haute et basse)              | 2    |
| Béverie (la)                         | 17   |
| Beux (haute et basse)                | 24   |
| Borny, la Belle-Tanche et les Bordes | 33   |
| Bruyere (la)                         | 1    |
| Buchy                                | 26   |
| Burtoncourt                          | 30   |
| Cense-de-Châtillon                   | 1    |
| Cense-de-Prayel                      | 1    |
| Cense-de-St.-Pierre                  | 1    |
| Chailly                              | 30   |
| Chailly-sur-Nied                     | 5    |
| Champion                             | 2    |
| Charly                               | 45   |
| Cheny                                | 23   |
| Cherisey                             | 26   |
| Cheuby et Lybauville                 | 25   |
| Chevillon                            | 15   |
| Chieulles                            | 33   |
| Coincy                               | 14   |
| Colombey                             | 13   |
| Courcelles-Chaussy                   | 128  |
| Courcelles-sur-Nied et Champel       | 23   |
| Crépy et Basse-Bevoye                | 20   |
| Domangeville                         | 17   |
| Ennery                               | 49   |
| Éply                                 | 84   |
| Failly                               | 60   |
| Flanville                            | 11   |
| Fleury                               | 54   |
| Flévy                                | 27   |
| Fourcheux                            | 4    |
| Frécourt                             | 15   |
| Frénoy                               | 2    |
| Frontigny                            | 23   |
| Glattigny et Beuville                | 17   |
| Grondreville                         | 12   |
| Grange-aux-Bordes                    | 1    |
| Gras                                 | 12   |
| Grigy et la Grange-aux-Bois          | 8    |
| Grimont                              | 18   |
| Habitants-de-Plantiere               | 41   |
| Hautonnerie (la)                     | 2    |
| Hays                                 | 24   |
| Hessange                             | 19   |
| Horgne-à-Ars (la)                    | 14   |
| Horgne-au-Cheval-rouge               | 14   |
| Horgne-à-Grêve                       | 9    |
| Jury                                 | 17   |
| Landonviller                         | 17   |
| Léovillé                             | 7    |
| Liéhon                               | 29   |
| Louvigny, Neuf-Moulin, etc           | 94   |
| Lué                                  | 7    |
| Lupy et Thicourt                     | 40   |
| Magny et St. Thibaut                 | 85   |
| Malleroy                             | 54   |
| Marivaux                             | 7    |
| Marsilly et Aubigny                  | 7    |
| Mêchy et Pavilly                     | 21   |
| Mécleuves                            | 20   |
| Ménil                                | 2    |
| Mercy-le-Haut                        | 11   |
| Mey                                  | 31   |
| Mézeroy                              | 23   |
| Mézery                               | 15   |
| Montoy                               | 20   |
| Moulin-de-Bonfey (le)                | 1    |
| Neuville (la)                        | 18   |
| Noizeville                           | 43   |
| Nouilly et le Moulin-Regnier         | 51   |
| Ogy, avec Vaudreville et Puche       | 18   |
| Orny                                 | 29   |
| Ottonville et Ricrange               | 54   |
| Pagny-les-Goin                       | 48   |
| Peltre et la Horgne                  | 36   |
| Pierrejeux                           | 3    |
| Plantiere                            | 16   |
| Plappecourt                          | 4    |
| Pluche                               | 1    |
| Poiche                               | 20   |
| Pommerieux                           | 36   |
| Ponnoy-la-Grasse, etc.               | 42   |
| Pont-à-Chaussy                       | 7    |
| Pontoy                               | 91   |
| Pouilly                              | 24   |
| Poussillon                           | 1    |
| Puche                                | 1    |
| Quennexy (la)                        | 24   |
| Rabas                                | 2    |
| Raucourt                             | 57   |
| Retonfey                             | 19   |
| Rugy                                 | 15   |
| Rupeldange                           | 12   |
| Rupigny                              | 15   |
| Rurange                              | 12   |
| Sanry-sur-Nied                       | 27   |
| Sanry-le-Vigy                        | 9    |
| Schelaincourt                        | 11   |
| Servigny-les-Raville                 | 28   |
| Servigny-les-Ste.-Barbe              | 43   |
| Silly                                | 13   |
| Silly-sur-Nied                       | 66   |
| Sorbey                               | 41   |
| St. Aignan                           | 8    |
| St. Julien-lez-Metz                  | 55   |
| St. Jure                             | 31   |
| Ste. Barbe                           | 32   |
| Treméry                              | 21   |
| Valliere                             | 71   |
| Vantoux                              | 34   |
| Vany                                 | 30   |
| Verny                                | 33   |
| Vieuville (la)                       | 14   |
| Vigny                                | 41   |
| Vigy                                 | 64   |
| Villers                              | 42   |
| Villers-l’Orme                       | 32   |
| Villers-la-Quennexy                  | 24   |
| Vrémy                                | 40   |
| Urville                              | 15   |
| Vry                                  | 45   |

### District du ban Saint-Pierre
En Franc-Aleu :
| Communautés             | Feux |
| ----------------------- | ---- |
| Aoury                   | 7    |
| Stoncourt, avec Villers | ?    |
| Vaucremont              | 11   |
| Villers                 | 19   |

### District du ban de la Rotte
En Franc-Aleu :
| Communautés              | Feux |
| ------------------------ | ---- |
| Brulange Suisse Tonville | 89   |

### District du ban de Bazaille
En Franc-Aleu :
| Communautés                       | Feux |
| --------------------------------- | ---- |
| Bazaille Boismont Ville-au-Montoy | 130  |

### Autres villages régis par la même coutume de Metz
| Communautés                | Feux |
| -------------------------- | ---- |
| Baudrecourt                | 23   |
| Bazoncourt                 | 20   |
| Bedestroff                 | 24   |
| Bionville                  | 52   |
| Bourgaltroff               | 74   |
| Chanville                  | 20   |
| Chênoy                     | 12   |
| Chevalin                   | 2    |
| Flocourt                   | 33   |
| Floville                   | 28   |
| Guébling-près-Bourgaltroff | 156  |
| Han-sur-Nied               | 13   |
| Herny                      | 54   |
| Hollacourt                 | 11   |
| Juville                    | 72   |
| Morville-sur-Nied          | 31   |
| St. Epvre                  | 24   |
| Voimhaut                   | 17   |
| Yvrelin                    | 21   |

### District de la terre de Gorze
| Communauté                               | Feux  |
| ---------------------------------------- | ----- |
| Cense de la Bauville Cense d’Hauconville | [ 9 ] |
| Champs                                   | 12    |
| Dampvitoux                               | 40    |
| Dornot                                   | 65    |
| Gorze                                    | 242   |
| Grange-en-Haye                           | 1     |
| Hageville                                | 32    |
| Jonville                                 | 59    |
| Marainbois                               | 1     |
| Moiveron                                 | 75    |
| Morville                                 | 22    |
| Moulin-de-Lannoy                         | 1     |
| Moulin (le petit)                        | 1     |
| Noveant                                  | 207   |
| le Château de Noveant                    | 2     |
| Onville                                  | 124   |
| Ornel                                    | 10    |
| Rezonville                               | 57    |
| Sponville                                | 30    |
| St. Julien-les-Gorze                     | 34    |
| St. Marcel                               | 12    |
| Ste. Catherine                           | 5     |
| Tronville                                | 36    |
| Villecey-sur-Mad                         | 57    |
| Vionville                                | 39    |
| Voizage                                  | 1     |
| Waville                                  | 73    |

### Village cédé en 1611
| Communauté | Feux |
| ---------- | ---- |
| Malatour   | 108  |

### Villages cédés en 1661 connus sous le nom de Route
| Communautés     | Feux |
| --------------- | ---- |
| Adaincourt      | 9    |
| Allaincourt     | 22   |
| Ancy-lez-Solgne | 28   |
| Delme           | 40   |
| Donjeux         | 16   |
| Fresne          | 72   |
| Hautchâtel      | 28   |
| Lemoncourt      | 32   |
| Liocourt        | 29   |
| Neuville (la)   | 48   |
| Oriocourt       | 24   |
| Puisieux        | 27   |
| Sailly          | 14   |
| Secourt         | 42   |
| Solgne          | 24   |
| Xocourt         | 20   |